# Reuleut Timur
Reuleut Timur is een bestuurslaag in het regentschap Aceh Utara van de provincie Atjeh, Indonesië. Reuleut Timur telt 709 inwoners (volkstelling 2010).